# Неофит (Осипов)
Архимандрит Неофи́т (в миру Никола́й Алекса́ндрович О́сипов; 9 (21) мая 1875, Августов, Сувалкская губерния — 3 ноября 1937, Антибесский лагерный пункт, Сиблаг, Новосибирская область) — архимандрит Русской православной церкви.
Канонизирован в 2009 году как преподобномученик. Память совершается 21 октября (3 ноября).

## Биография
Родился 9 мая 1875 года в городе Августове Сувалкской губернии в семье военного фельдшера Александра Осипова.
В 1891 году он окончил на казённый счёт Холмское духовное училище, а в 1897 году — Холмскую духовную семинарию.
Во время обучения в академии 19 августа 1900 года Николай был пострижен в монашество с именем Неофит, 27 сентября — рукоположён во иеродиакона, а 14 мая 1901 года — во иеромонаха.
В 1901 году окончил Санкт-Петербургскую духовную академию со степенью кандидата богословия и с правом соискания степени магистра богословия без нового устного испытания.
По окончании духовной академии 31 августа 1901 года иеромонах Неофит был определён преподавателем гомилетики и литургики в Холмскую духовную семинарию.
Указом Святейшего синода от 1 июля 1902 года иеромонах Неофит был назначен в Русскую духовную миссию в Пекине (с правом ношения золотого наперсного креста); в сентябре месяце 1902 года получил путевое довольствие в размере одной тысячи кред. рублей.
Архимандрит Неофит был знатоком китайского и древнееврейского языков. Переводил богослужебные книги.
5 мая 1903 года начальником Пекинской миссии епископом Иннокентием (Фигуровским) уволен от службы в миссии по болезни; 24 июля 1903 года назначен смотрителем Тихвинского духовного училища. Здесь, в связи с болезнями учителей, ему пришлось преподавать в 1-м классе славянский язык, а в 4-м — греческий.
17 октября 1905 году назначен ректором Самарской духовной семинарии и возведён в сан архимандрита.
С 1905 по 1908 год он состоял цензором «Самарских епархиальных ведомостей». Во время служения в Самаре отец Неофит состоял членом Самарского епархиального комитета Православного миссионерского общества и членом Самарского епархиального миссионерского совета, также председателем епархиального училищного совета.
24 ноября 1909 года по предложению архиепископа Волынского Антония (Храповицкого) назначен ректором Волынской духовной семинарии.
8 августа 1911 года архимандрит Неофит был назначен на чреду священнослужения и проповеди слова Божия в Санкт-Петербург на должность постоянно присутствующего члена учебного комитета при Святейшем синоде. 28 ноября 1912 года архимандрит Неофит одновременно с оставлением послушания в учебном комитете был назначен членом Санкт-Петербургского духовного цензурного комитета, а 1 мая 1915 года старшим членом того же цензурного комитета.
В середине апреля 1917 года подал прошение об отставке. 28 апреля 1917 года определением Святейшего синода он был освобождён «от несения обязанностей члена Учебного комитета».
В 1918 году архимандрит Неофит по приглашению патриарха Тихона, которого знал, ещё когда учился в Холме, переехал в Москву и стал его секретарём, поселившись на Троицком подворье, где жил тогда патриарх.
В 1922 году в связи с изъятием церковных ценностей, а также арестами в Шуе, Москве и Петрограде против патриарха было возбуждено уголовное дело. 5 мая 1922 года патриарху было объявлено, что по его делу начинается следствие. В тот же день все находившиеся на тот момент на подворье были арестованы, и среди них архимандрит Неофит. ГПУ пыталось завербовать архимандрита Неофита в осведомители, но безуспешно.
25 ноября 1922 года Комиссия НКВД по административным высылкам приговорила архимандрита Неофита к трём годам ссылки в Зырянский край. Последние недели перед отправкой в ссылку отец Неофит находился в одной камере с митрополитом Казанским Кириллом (Смирновым), вместе с ним путешествовал с этапом до Усть-Сысольска, который был определён им местом ссылки, где они по общности церковных взглядов и подружились, вместе совершали богослужение и часто навещали друг друга; отец Неофит в течение долгого времени поддерживал переписку с митрополитом.
По окончании срока ссылки в 1925 года архимандрит Неофит возвратился в Москву, где тихо жил, посвящая большую часть времени молитве.
29 сентября 1927 года заместитель председателя ОГПУ Генрих Ягода подписал ордер на арест архимандрита Неофита, и в тот же день он был арестован во время допроса. Особое совещание при коллегии ОГПУ приговорило архимандрита Неофита к трём годам ссылки в Сибирь, но поскольку он подпал под амнистию, срок ссылки был сокращён на одну четверть. 13 января 1928 года отправлен этапом в Новосибирск.
23 ноября 1929 года Особое совещание при коллегии ОГПУ без дополнительного расследования приговорило архимандрита Неофита к лишению права проживания в ряде городов и областей с обязательным прикреплением к определённому месту жительства на три года. Только в июле 1933 года архимандрит Неофит смог переехать в европейскую часть России и поселиться в городе Угличе Ярославской области.
В июне 1934 года он переехал жить в деревню Заболотье Егорьевского района Московской области, где в то время жили много священников, монахов и монахинь, отбывших сроки заключения или ссылки.
4 апреля 1935 года сотрудники НКВД составили справку на арест семнадцати человек — священников, монахов, монахинь и мирян, в частности, архимандрита Неофита; 9 апреля было подписано постановление о его аресте, обвинением гласило, что он «систематически занимается антисоветской агитацией среди окружающего населения, распространяя провокационные слухи о „гонении и преследовании“ за религиозные убеждения в СССР». На следующий день архимандрит Неофит был арестован и заключён в Бутырскую тюрьму в Москве.
14 июня 1935 года Особое совещание при НКВД СССР приговорило архимандрита Неофита к пяти годам заключения в исправительно-трудовом лагере. 13 августа архимандрит Неофит в составе этапа прибыл в Антибесский отдельный лагерный пункт неподалёку от Мариинска в Кемеровской области.
10 октября 1937 года архимандрит Неофит был арестован. 28 октября 1937 года тройка УНКВД Новосибирской области приговорила архимандрита Неофита к расстрелу. Расстрелян 3 ноября 1937 года и погребён в общей безвестной могиле.

## Канонизация
23 января 2009 года Священный синод Русской православной церкви, заслушав доклад председателя Синодальной комиссии по канонизации святых митрополита Крутицкого и Коломенского Ювеналия, постановил «включить в Собор новомучеников и исповедников Российских XX века имя архимандрита Неофита (Осипова <…>), материалы о котором представлены от Московской епархии».